# Лисистрата
«Лисистра́та» — комедия древнегреческого драматурга Аристофана, созданная около 411 г. до н. э. Произведение было написано после разгрома сицилийской экспедиции, когда проблема войны и мира стала для афинян главной «болевой точкой». В январе 411 года до н. э. комедия, вероятно, участвовала в драматургических состязаниях, проходивших в Театре Диониса во время праздника Ленеи; она была представлена зрителям от имени некоего Каллистрата. У исследователей нет информации о том, какое место заняла пьеса в состязаниях и кто был её конкурентами. В основе сюжета — история о том, как афинянка Лисистрата, стремясь остановить нескончаемые войны, организует «сексуальную забастовку». Согласно плану главной героини, женщины греческих городов должны отказывать мужьям в исполнении супружеского долга до тех пор, пока не закончится кровопролитие.
Исследователи, анализируя «Лисистрату» в контексте драматургии Аристофана, ставят её тематически в тот же «антивоенный» ряд, что и ранее написанные пьесы «Ахарняне», «Мир» и, возможно, «Птицы». Отмечается более глубокая, по сравнению с ранними произведениями, проработка характеров персонажей, а также наличие интриги, которая сохраняется до финальных сцен. Впервые «Лисистрата» была издана в 1516 году на греческом языке (с комментариями на латинском) во Флоренции под редакцией Бернардо Джунты. В 1545 году, базируясь на этой работе, члены венецианской семьи Розитини (Барталомео и Пьетро) перевели комедию на итальянский язык. Перевод на русский язык осуществляли в разные годы Евгений Карнович, Дмитрий Шестаков, Адриан Пиотровский. Произведение было и остаётся востребованным как на мировых сценических площадках (это самая «исполняемая» из пьес Аристофана), так и в среде кинематографистов.

## История создания. Социальный фон

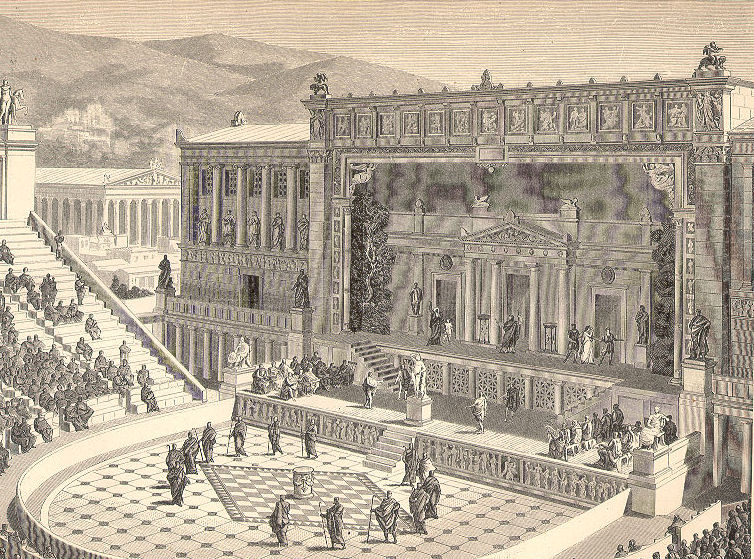
Театр Диониса. Иллюстрация 1891 года из «Pierers Konversationslexikon»

Осенью — зимой 412/411 года до н. э. Аристофан работал над комедией «Женщины на празднике Фесмофорий» и одновременно писал «Лисистрату». Социальная обстановка в ту пору была сложной: годом ранее сицилийская экспедиция, с которой город-государство в Аттике связывал большие надежды, завершилась сокрушительным поражением: во время военной кампании оказалось разгромлено две трети афинского флота; погибла значительная часть сухопутного войска (около трети гоплитского ополчения); начали отдаляться союзники; городская казна фактически иссякла. Проблема войны и мира была в этот период для афинян «болевой точкой». Актуальная тема, обсуждаемая повсеместно, в том числе на заседаниях экклесии, и легла в основу сюжета «Лисистраты».
Сведений о постановке «Лисистраты» сохранилось крайне мало. По предположениям исследователей, в январе 411 года до н. э. комедия участвовала в драматургических состязаниях, проходивших в Театре Диониса во время зимнего праздника Ленеи. Публике «Лисистрата» была представлена от имени некоего Каллистрата. Передача своих пьес сторонним лицам была весьма распространённым явлением среди древнегреческих драматургов — в ситуациях, когда создатель произведения не обнаруживал в себе задатки режиссёра, хореографа и композитора, он мог обратиться за содействием к другому человеку; тот, в свою очередь, получал не только полномочия при инсценировке, но и авторские права. К примеру, свои пьесы передавали постановщикам Еврипид, Евполид, Антифан и другие. Не был исключением и Аристофан. О Каллистрате, поставившем до «Лисистраты» аристофановских «Ахарнян» и «Птиц», практически ничего не известно — возможно, это был комический поэт или актёр. Точно так же нет сведений о том, с какими произведениями конкурировала комедия «Лисистрата» на драматургических состязаниях и какое место она заняла.

## Сюжет
Когда сидеть мы будем надушённые,

В коротеньких рубашечках в прошивочку,

С открытой шейкой, грудкой, с щёлкой выбритой,

Мужчинам распалённым ласк захочется,

А мы им не дадимся, мы воздержимся.

Тут, знаю я, тотчас они помирятся.
Жительницы Эллады страдают от нескончаемых войн, однако не знают, как решить эту проблему. Остановить кровопролитие берётся афинянка Лисистрата. Она приглашает к воротам Акрополя представительниц разных греческих городов и излагает свою программу: отныне все жёны — коринфянки, спартанки, беотиянки — должны отказывать мужьям в исполнении супружеского долга, и эта «забастовка» будет продолжаться до тех пор, пока повсеместно не наступит мир. Женщины поначалу воспринимают план афинянки как суровое наказание, в том числе по отношению к самим себе, но под давлением Лисистраты и её соратницы — спартанки Лампито — дают клятву «не утолять желаний» до окончания войн. Затем они захватывают Акрополь, в котором находится казна, предназначенная для военных нужд.
По ходу действия выясняется, что реализация плана Лисистраты сопряжена со многими сложностями. Так, старики-афиняне, оставшиеся в городе, пытаются штурмовать Акрополь с помощью хвороста и огня; мятежницы отражают их атаку. Затем Лисистрата вынуждена вступить в переговоры с пробулом: она объясняет должностному лицу, что жёны и матери, отправляющие на войны мужей и рожающие сыновей для кровопролития, страдают вдвойне; при этом женщины вполне способны взять управление государством в свои руки. Наконец, Лисистрате приходится проявлять твёрдость во взаимоотношениях с соратницами — по её словам, «взбесились по мужчинам наши женщины»: то одна, то другая стремятся под разными предлогами вернуться домой, к измученным воздержанием мужьям. В финале пьесы происходит обмен посольствами, и воюющие стороны соглашаются сложить оружие. В честь перемирия Лисистрата устраивает пир с хороводами и песнями во славу жизни и разрешает мужчинам забрать своих жён.

## Персонажи

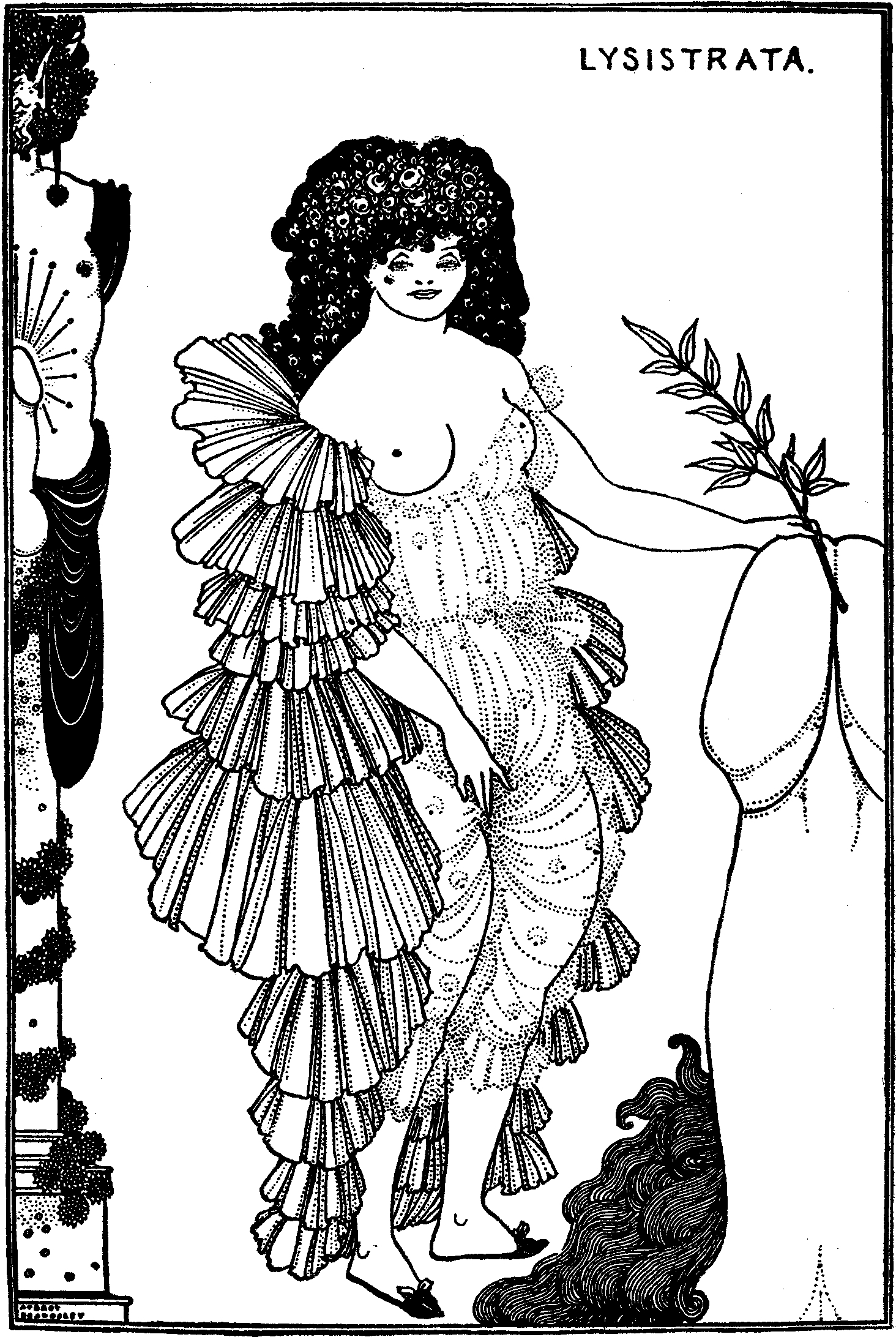
Обри Бёрдсли. Лисистрата. Иллюстрация. 1896

В Равеннской рукописи, датированной XI веком и собравшей сохранившиеся произведения Аристофана, пьеса «Лисистрата» не содержала списка действующих лиц. В последующих изданиях перечисление персонажей выглядело разнородным, а их реплики порой распределялись произвольно. Унифицированный перечень на русском языке появился после выхода в свет сборника комедий Аристофана в переводе Адриана Пиотровского (1934, «Academia»); по уточнению филолога Виктора Ярхо, «список был составлен заново, исходя из представлений составителя о развитии действия во второй половине комедии». Имена главной героини, её союзниц и других участников действа говорят сами за себя: Лисистрата — буквально «распускающая войско» (или «прекращающая походы»); афинянка Клеоника — «славная победой»; афинянка Миррина — «миртовая ветвь»; в основу имени спартанки Лампито положены глаголы «сиять, сверкать»; имя мужа Миррины — энергичного Кинесия — ассоциируется со словом «двигать».
В среде исследователей нет единого мнения о трактовке образа Лисистраты. Если Сергей Соболевский полагал, что главная героиня комедии — «лишь олицетворённая идея протеста против войны», лишённая индивидуальности, то Виктор Ярхо считал Лисистрату персонажем, наделённым личными особенностями: она повелительна, последовательна, настойчива в достижении цели, а потому спутать её с кем-либо из соратниц невозможно. Патриархальный уклад требовал молчаливого присутствия женщин в жизни мужчин, однако героиня готова не просто вступать с ними в диалоги, но и предлагать свою программу политических преобразований. Показателен в этом смысле разговор Лисистраты с пробулом, который пытается исключить из военной тематики денежную составляющую, а в ответ слышит: «Все раздоры от денег, конечно. / Для того, чтобы мог наживаться Писандр и другие, кто к власти стремятся, / Постоянно они возбуждают вражду».
В комедии нет подробностей ни о возрасте, ни о семейном положении главной героини. Лисистрата выполняет во время забастовки роль своеобразного стратега — она прислушивается к соратницам, впитывает их идеи, однако сама до поры до времени предпочитает не открываться. Из её речей тем не менее становится понятно, что Лисистрата обладает высоким интеллектом и даром убеждения, она образованна, хорошо знает и бытовые, и боевые искусства, имеет иммунитет к сексуальным искушениям, умеет общаться с людьми разных возрастов. Все эти качества, по мнению профессора Джеффри Хендерсона, сближают героиню с богиней мудрости и военной стратегии Афиной Палладой. Внутренняя близость между персонажами мифологии и аристофановской комедии породила в среде исследователей предположение, что неким ориентиром при создании образа Лисистраты была, возможно, Лисимаха — жрица культа богини Афины, жившая в 453—365 до н. э. На это указывает — в том числе — созвучие их имён.
Собственные черты имеют и некоторые другие персонажи: к примеру, «комическая старуха» Клеоника любит поговорить и выпить вина; на её фоне спартанка Лампито выглядит малоречивой и уравновешенной. Пробул показан как напыщенный и высокомерный бюрократ. Согласно исследованиям Джеффри Хендерсона, все действующие лица, за исключением Лисистраты, соответствуют общественным — преимущественно мужским — стереотипам своего времени. Молодые жёны наивны, легкомысленны и не всегда надёжны; пожилые женщины отличаются надменной прямотой и «колючим» темпераментом, при этом они, в отличие от юных героинь, равнодушны к сексуальным соблазнам. Старики хора — это праведные патриоты, которым чужды новые веяния. Несмотря на то, что личные качества персонажей обозначены только штрихами, «Лисистрата» выявила новую тенденцию в творчестве Аристофана — тяготение к индивидуализации образов и более глубокой, чем в ранних пьесах, проработке характеров.
По словам доктора философских наук Юлии Обидиной, устроившие «сексуальную забастовку» женщины стали в комедии «фактором возбуждения». Их искусительная сила проявляется и в описании одеяний (об этом говорит Клеоника: «Но что же сделать можем мы разумного / И славного, мы, женщины, нарядницы, / В шафрановых платочках, привередницы, / В оборках кимберийских, в полутуфельках»), и в комплиментах по поводу внешности: «Почтеннейшей спартанке, Лампито, привет! / Какой красою блещешь ты, любезная! / Румяна как и телом ты упитана!» Признание женской красоты в «Лисистрате» является практически революционной ломкой стереотипов, потому что «ранее красоту замечали исключительно у мужчин», подчёркивает Обидина.
Несмотря на клятву, произнесённую союзницами Лисистраты, ей приходится прилагать немало усилий для сохранения порядка в стане мятежниц. С одной стороны, некоторые из женщин пытаются покинуть Акрополь и вернуться к возлюбленным; с другой — мужчины с трудом выносят вынужденную разлуку. В одной из сцен показано появление «обезумевшего от страсти» мужа Миррины. Он желает немедленно уединиться с женой, но Миррина, распалив Кинесия («Ну вот, ложись! Ты видишь, раздеваюсь я. / Ай, ай! Как быть? Перинка нам нужна теперь!»), всё-таки проявляет стойкость и ускользает из его объятий. Таким образом постепенно реализуется план Лисистраты: сначала измученный Кинесий («Что за жгучая боль, что за рези, о Зевс!»), а затем и представители спартанского и афинского посольств начинают сознавать, что примирение необходимо.

## Костюмы и декорации

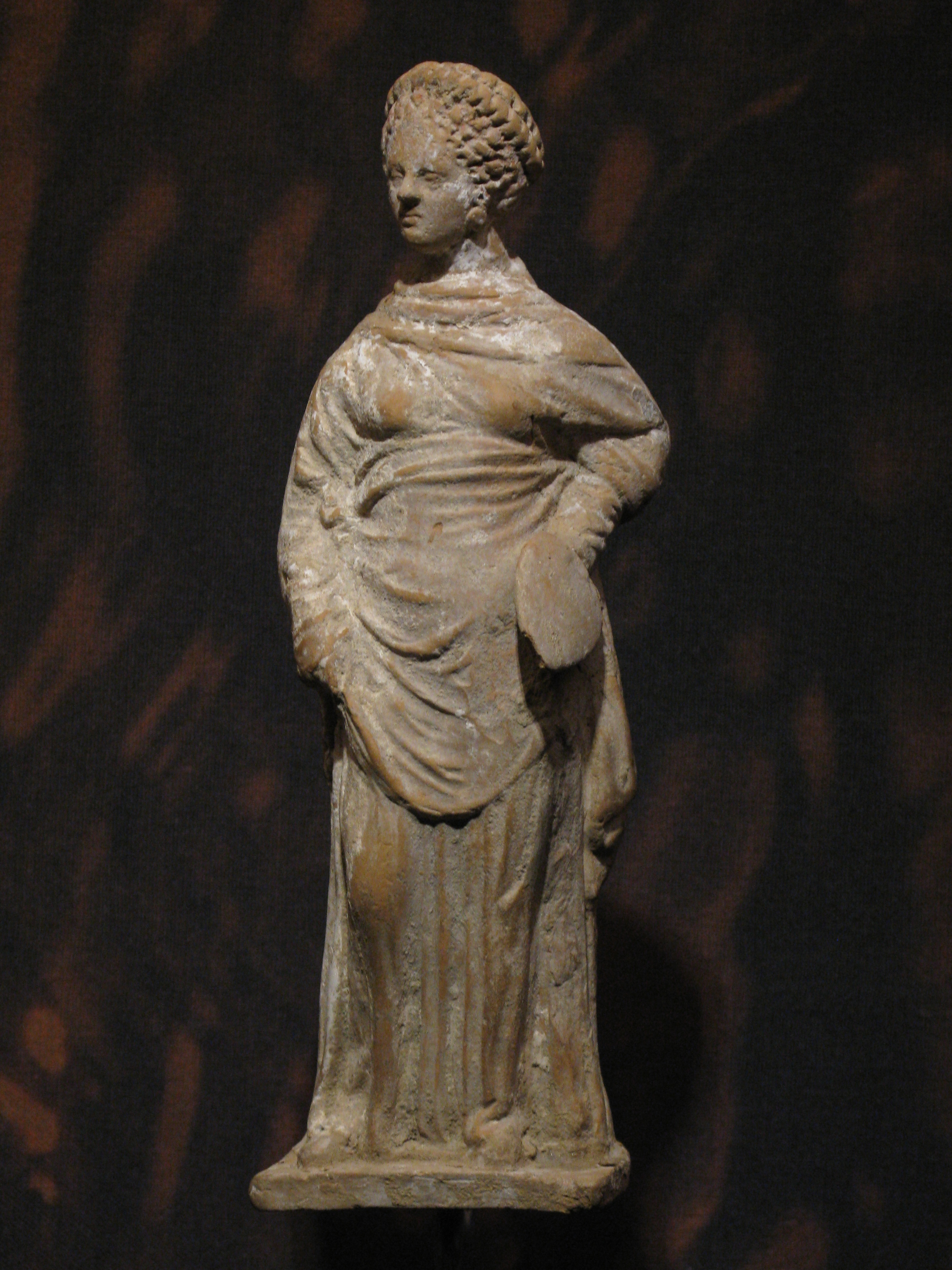
Фигура женщины, одетой в хитон и гиматию

Поскольку театральные одежды эпохи Аристофана не сохранились, исследователи, стремящиеся выявить роль и значение костюмов в «Лисистрате» и других древних пьесах, ищут необходимые свидетельства на фрагментах античных статуэток и ваз с изображениями отдельных сцен. Их изучение даёт представление о мизансценах, декорациях, масках и облачении актёров. Кроме того, по замечанию профессора Гвендолин Комптон-Энгл, немало сведений о костюмах можно получить и непосредственно из текста произведения. К примеру, если Лисистрата во время разговора с пробулом (советником) говорит: «Не горюй, от меня покрывало прими! / Окрути покрывало вокруг головы / И теперь уж молчи!», то это означает: героиня носит не шлем, а покрывало.
О том, что одежда является одним из главных мотивов комедии, становится ясно уже в прологе, когда героини, собирающиеся перед воротами Акрополя, обсуждают, наряду с духа́ми и румянами, свои и чужие наряды («Шаль сошью кисейную»; «В коротеньких рубашечках в прошивочку»). В этих сценах афинянки, как предполагает Гвендолин Комптон-Энгл, были облачены в просторные и длинные, до лодыжек, хитоны, с накинутыми сверху кусками ткани — гиматиями. Одеянием спартанок являлись пеплосы, открывавшие часть тела, что выглядело вполне закономерным: женская нагота, вероятно, ассоциировалась именно со Спартой. Не случайно в центре внимания героинь оказывается тело спартанки Лампито — при знакомстве с нею Лисистрата упоминает про крепкий, почти богатырский стан соратницы, а Клеоника произносит: «А что за груди! Твёрдые и круглые!».

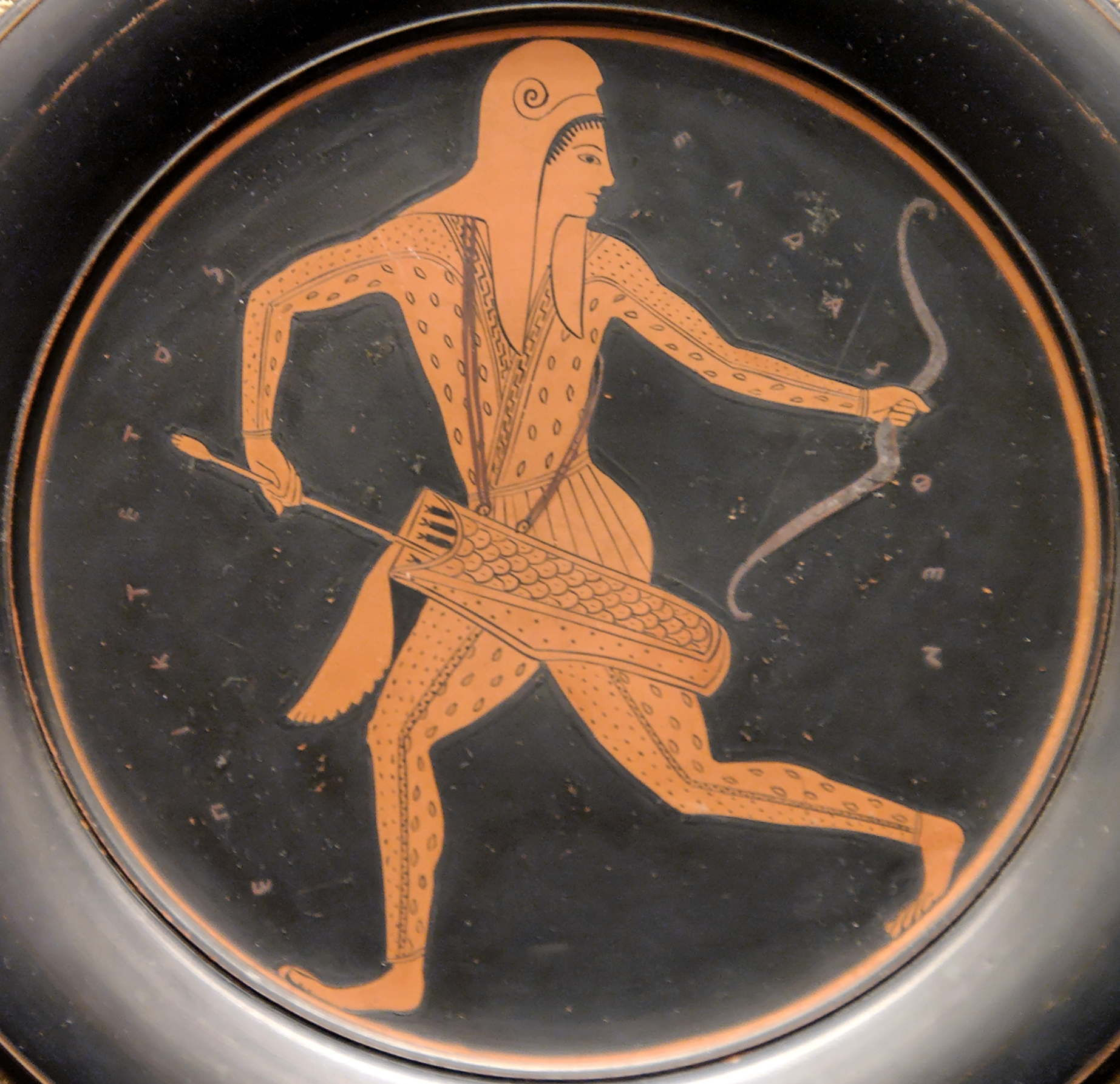
Скифский лучник

Профессор Джеффри Хендерсон, исследовавший оригинальную постановку «Лисистраты», предполагает, что костюмы, которые использовались героями и хористами в спектакле, — это те же одежды, которые их возможные двойники надевали в повседневной жизни. Кинесий и другие молодые люди, участвующие в действе, носили эрегированные фаллосы. Эта деталь сценического наряда не упоминается в тексте применительно к старикам-хористам. Женская нагота подчёркивалась прикреплёнными к одежде актёров бюстом и гениталиями. Маски молодых жён, вероятно, имели светлый цвет; у них были курносые носы и модно уложенные чёрные волосы.
Маски и костюмы иностранных женщин соответствовали региональной специфике (загорелая и светловолосая спартанка Лампито, пышно одетые коринфянки). У артистов, создававших образы старух, были маски, демонстрирующие возраст, — с седыми непослушными волосами и морщинами. Актёр, игравший пробула, как и участники хора стариков, вероятно, носили озлобленные маски с седыми волосами и короткой бородой, популярной в IV веке до н. э. У молодых мужчин были тёмные волосы и бороды. Рабы (если у них имелись маски) были предположительно рыжеволосыми, с короткими бородами и открытыми трубчатыми ртами, а скифские лучники (выполнявшие в городе полицейские функции) — с длинными волосами и гладко выбритыми лицами. Спартанцы выделялись длинными неопрятными волосами и бородами.
Ряд сцен в «Лисистрате» связан с раздеванием. К примеру, своеобразный «коллективный стриптиз» устраивают оба полухория, состоящие соответственно из стариков и старух. Сначала гиматии снимает мужское полухорие, за ним — женское. Затем идёт освобождение от других деталей одежды — старики таким образом словно пытаются сбросить с себя возраст. Раздевание происходит и в эпизоде встречи Миррины с мужем. Во время их свидания одним из элементов костюма становится фаллос — впервые в комедии он появляется именно в этой сцене. По мере развития действия всё больше персонажей из числа мужчин вынуждены скрывать напряжённое желание под одеждой — так, спартанский посол, которому предводитель хора рекомендует «подолами прикрыться», произносит: «Совет прекрасный. Вот плащом закрылись мы».

Для античного грека классических Афин в фаллической символизации не было ничего непристойного, «срамного», греховного. Тотальная, всепоглощающая эротичность античной культуры коренилась ещё в мифологической архаике, согласно которой Эрос выступал некоей первичной онтологической сущностью, наряду с Хаосом, Геей и Тартаром.— Сергей Гарин
Сценическая площадка для «Лисистраты» была, вероятно, достаточно просторной, способной вместить битву между стариками и женщинами, а также сцену пира, которая закрывает пьесу. Декорации включали в себя минимум две двери и крышу, сообщающуюся со сценой. В тексте произведения указано большое количество реквизита: щит для клятвы; большая чаша для вина и бутылка для вина; двадцать четыре бревна оливкового дерева; двенадцать факелов из виноградной лозы; двенадцать горшков горящих углей; двенадцать кувшинов с водой; несколько ломов; корзина с шерстью и инструментами для её обработки; похоронные принадлежности; афинский шлем; постельное бельё и две бутылки духов; банкетные гирлянды; спартанские волынки.

## Композиция
Комедия начиналась прологом, в котором давалась завязка действия. За прологом шёл парод, то есть вступительная песня хора при выходе его на орхестру. За пародом следовали различные эписодии, то есть диалогические части комедии, отделённые друг от друга песнями хора. Между эписодиями помещался почти всегда агон, то есть словесный поединок, во время которого два противника защищали противоположные положения. Среди хоровых партий необходимо отметить так называемую парабасу. В конце того эписодия, который следовал непосредственно за пародом, хор сбрасывал свои маски и приближался на несколько шагов к зрителям.— В. В. Головня «Строение древней комедии» (в сокращении)

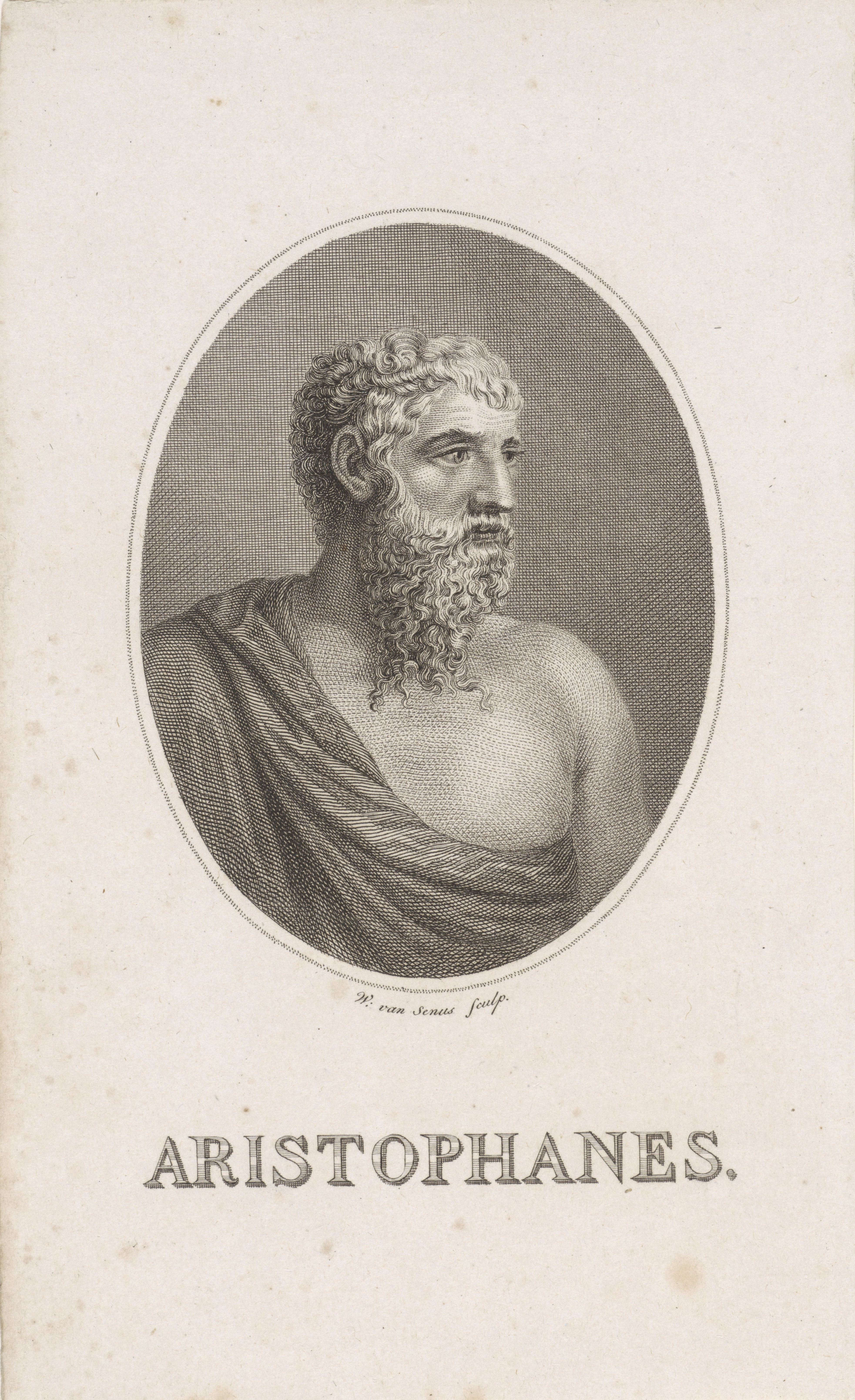
Аристофан

При разработке очередной темы Аристофан, как правило, разделял пьесу на две части: в первой был заложен некий тезис, зачастую парадоксальный; во второй демонстрировались его практические последствия. Результат мог быть нелепым, как в комедии «Облака», или, напротив, убедительным, как в «Лисистрате», где женская «забастовка» приводит к заключению мира. Общий замысел «Лисистраты» обозначен уже в прологе, когда женщины, настроенные на избавление Эллады от войн, торжественно произносят клятву «не утолять желаний» ни мужа, ни любовника. За прологом следует парод, в ходе которого на орхестре появляются два полухория: сначала двенадцать стариков с хворостом и жаровнями, а затем — двенадцать женщин с кувшинами. Возникшая между ними словесная перепалка перерастает в потасовку, завершающуюся победой женщин и плясками всего хора.
Агон, который в древних комедиях традиционно выполняет роль словесного состязания, носит в «Лисистрате» формальный характер. В этой сцене происходит диалог между Лисистратой и пробулом, который, однако, не предлагает никаких идей — он в основном задаёт вопросы. Героиня же в разговоре с должностным лицом выдвигает целую политическую программу, в основе которой — женское представление о чистоте: «Промываем мы шерсть и счищаем репьи, так и вам бы из города надо / Негодяев и трусов повычесать вон и повыдергать злые колючки. / Все повычесать вон, что свалялось в комки, что в погоне за тёплым местечком / Присосалось и тянет народную кровь». Не совсем типичной является и парабаса — согласно традиционной структуре древней комедии, этот композиционный элемент представляет собой публицистическое отступление от основного действия. Но в «Лисистрате» (как и ранее в аристофановских «Птицах») парабаса включена непосредственно в сюжет произведения, и в ней нет привычного монолога корифея хора, рассказывающего о социальных и политических воззрениях драматурга.
Вся вторая часть комедии представляет собой цепочку эпизодов, каждый из которых «нагнетает сценическую атмосферу». Публика до самого конца не знает, чем закончится действо после свидания Миррины с мужем, удастся ли Лисистрате удержать порядок в «женском лагере», завершатся ли примирением переговоры афинского и спартанского послов. Даже в тот момент, когда послы уже пришли к выводу о необходимости прекратить вражду, развитие сюжета продолжается: у противоборствующих сторон на фоне застарелых обид возникают взаимные претензии о землях и гаванях. Фактически развязка наступает лишь в финале — интрига держит зрителей в состоянии напряжённого неведения до заключительного пира, во время которого недавние оппоненты поют «песни дружества».

## В контексте драматургии Аристофана
В нескольких пьесах, сочинённых во время Пелопонесской войны, Аристофан обратился к актуальной для афинян теме, связанной с войной и миром. Так, в самом раннем из сохранившихся произведений комедиографа — «Ахарнянах» — крестьянин Дикеополь, стремящийся добиться мира для себя и своих домочадцев, получает его от прорицателя Амфитея в виде трёх бутылок вина разной выдержки; после дегустации напитков герой выбирает свой собственный — тридцатилетний — «мир». Парадокс, как считает антиковед Татьяна Кудрявцева, заключается в том, что война в ту пору ещё не носила в обществе тотального, всепоглощающего характера — её можно было «„отторгнуть“, изъять из своего сознания». Тот «островок мира», который пытался создать для близких Дикеополь, расширяется в аристофановской комедии с «говорящим» названием «Мир» — в ней миссия земледельца Тригея, взлетевшего на навозном жуке на Олимп для разговора с Зевсом, носит уже панэллинский характер. Проблемы войны были, по мнению ряда исследователей, затронуты и в комедии «Птицы», рассказывающей о созданном между небом и землёй «идеальном городе» Тучекукуевске. В этой сказочной пьесе, согласно трактовке немецкого представителя неогуманизма Иоганна Вильгельма Зюферна, присутствует аллегорическая отсылка к сицилийской экспедиции, а прообразом главного героя Писфетера является афинский полководец Алкивиад.
«Лисистрата», написанная уже после сицилийской катастрофы, — фактически последняя попытка Аристофана «воззвать к миру». В произведении, являющемся «полуфарсом, полутрагедией», носителями антивоенной риторики становятся женщины, и уже сам этот факт выглядит как утопия: по словам Татьяны Кудрявцевой, «не было в Элладе ничего фантастичнее, чем женщины, вершащие государственные дела и решающие вопросы войны и мира». Несмотря на заложенную в сюжет фривольность и раскованность, в отдельных сценах пьеса обретает характер «высокой трагедии». К примеру, трагизма исполнены речи Лисистраты, обращённые к пробулу: «Знай, для женщин война — это слёзы вдвойне! / Для того ль сыновей мы рожаем, / Чтоб на бой и на смерть провожать сыновей?»
Сопоставление комедий показывает, что с годами персонажи аристофановских произведений меняли своё отношение к противнику. Если в «Ахарнянах» Дикеополь, «кровно ненавидя» спартанцев, готов был наслать на них землетрясения и иные бедствия, то ко времени появления «Лисистраты» положение афинян ухудшилось настолько, что винить в сложившейся ситуации внешних врагов уже не имело смысла. О спартанцах в этой пьесе говорится без ненависти — герои видят в них сильных и благородных оппонентов, с которыми необходимо установить нормальные отношения. Как и в пьесе «Мир», в «Лисистрате» озвучивается панэллинская точка зрения: избавление от войн возможно лишь в том случае, если объединятся женщины всех греческих городов. В финале комедии, когда во время пира поют и спартанский, и афинский хор, наглядно демонстрируется реализация идеи национального единства греков. Однако, по замечанию Татьяны Кудрявцевой, эта сцена не имела ничего общего с реальным положением дел: «Панэллинизм в конце V в. — почти такая же фантастика, как правление женщин».

Во всей мировой литературе едва ли найдётся другое произведение, в котором бы столь откровенно царила чувственная стихия эротического разгула — прямая наследница фаллических обрядов. Вместе с тем повторим ещё раз, что не в этом фаллическом обрамлении сущность комедии «Лисистрата», не оно сделало её одним из интереснейших памятников мировой литературы. Главное — в проникающей всю комедию идее активной борьбы с войной, в разоблачении корыстных политиканов, в защите права народов на самостоятельное решение своей судьбы.— Виктор Ярхо

## Переводы
Впервые переведённую «Лисистрату» издали в 1516 году на греческом языке (с комментариями на латинском) во Флоренции под редакцией Бернардо Джунта. В 1545 году, базируясь на этой работе, члены венецианской семьи Розитини (Барталомео и Пьетро) осуществили перевод комедии на итальянский язык. В эпоху Возрождения итальянские гуманисты пытались ознакомиться с каноническим, по их мнению, творчеством Аристофана и донести тексты его произведений до широкого круга читателей. Исследователи обращают внимание на извинения редактора издания при первой публикации «Лисистраты»: «Я приношу извинения читателям, если они находят что-то оскорбительное <…>, всё было напечатано в том виде, в каком оно содержалось в греческом оригинале, без изменений». В дальнейшем пьеса переводилась на множество языков (на большинство неоднократно). В 1538 году был осуществлён перевод «Лисистраты» на латинский язык в Венеции; в 1784-м (частично в прозе) и 1802-м в Париже на французском; в 1795-м издан первый акт «Лисистраты» на немецком (в 1806 году появился и полный перевод); в 1837 в Оксфорде и 1878-м в Лондоне — на английском; в 1841-м в Афинах — на новогреческом языке; в 1875-м в Витории — на испанском; в 1880-м в Будапеште — на венгерском; в 1896-м во Львове — на польском; в 1897-м в Санкт-Петербурге — на русском в прозе; в 1900-м в Японии — на японском; в 1901—1903 в Гётеборге на шведском; в 1910-м в Афинах — на димотике; в 1911-м в Праге — на чешском.
Аутентичный Аристофан, без вуали викторианской или советской морали, без ретуши и насилия цензоров — это Аристофан нецензурный, как нецензурна почти вся ранняя ямбика.
Несмотря на то, что творчество Аристофана было известно в России ещё в XVIII веке (о наследии комедиографа упоминали, к примеру, Тредиаковский и Сумароков), качественных переводов «Лисистраты» на русский язык не появлялось вплоть до советского времени. В начале XIX века элементы «Лисистраты» использовал в своей пьесе драматург Александр Шаховской, в 1845 году писатель Евгений Карнович опубликовал в 73-м томе журнала «Библиотека для чтения» часть переведённой «Лисистраты» — 240 стихов. Судя по списку действующих лиц, Карнович планировал продолжить работу над этой комедией. В 1909 году в Петербурге вышло литографированное издание «Афинянка Лизистрата» с указанием «Пер. с нем. А. И. Долинова». По словам Виктора Ярхо, это был режиссёрский экземпляр, предназначенный для постановки и написанный «в расшатанных ямбах, а кое-где полупрозой-полустихами». Через пять лет, в 1914 году, свою интерпретацию «Лисистраты» представил казанский историк античности Дмитрий Шестаков. Он ввёл в диалоги пятистопный ямб, однако, как утверждал Ярхо, читатель не везде мог ощутить ритмику и размер стиха. В 1923 году перевод «Лисистраты» осуществил литературовед Адриан Пиотровский.
Работая над этой и другими аристофановскими комедиями, Пиотровский структурировал пьесы с выделением конкретных композиционных элементов (агона, парабасы, парода) и добился почти полного соответствия перевода оригиналам в плане метрики. Однако исследователей не всегда устраивала его трактовка диалогов, а также попытки заменить смысл отдельных реплик. К примеру, вместо слов Клеоники «О дорогие женщины, вот это кружка!» Пиотровский предложил свою версию: «Кинь-грусть, тоску-размыкай, а не кружечка!» Программная фраза Лисистраты в его переводе звучит так: «Должны мы воздержаться от мужчин, — увы!» Однако текст первоисточника был, по замечанию философа Сергея Гарина, гораздо откровеннее — он ближе к «арлингтонской» трактовке Яна Джонсона: «All right then — we have to give up all male penises». Отступление от оригинала замечено и в сцене свидания Миррины и Кинесия — «в переводе Пиотровского <…> тема эротической игры подменяется гастрономической». Впрочем, подобные претензии Гарин предъявляет и другим европейским переводчикам — по его словам, стремление заретушировать аристофановские непристойности приводит к тому, что «вместо напористой вульгарности Лисистраты мы встречаем пуританскую бальзаковскую кокотку».

## Театральные постановки

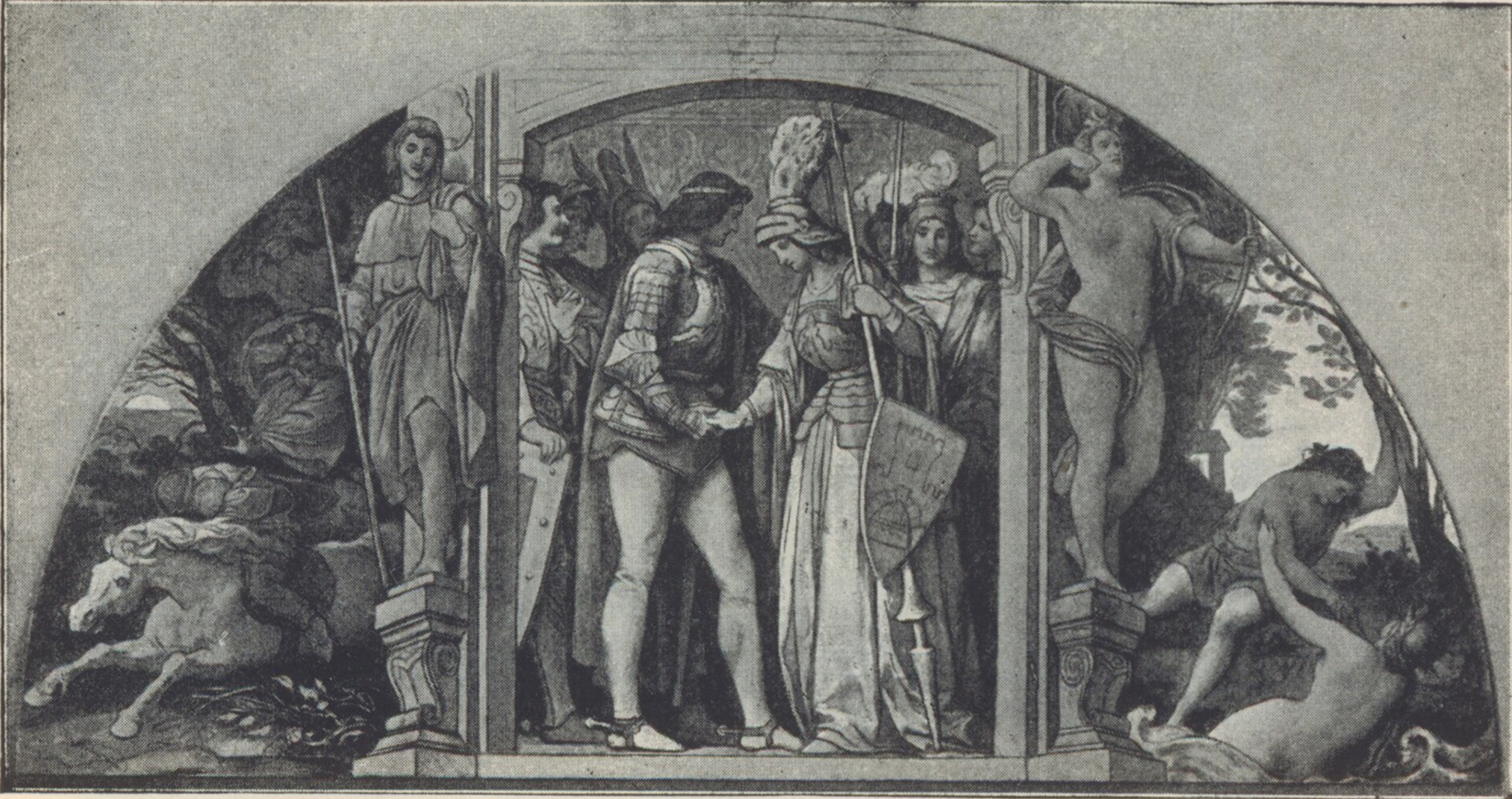
Эскиз формления Венской оперы (1869) художником Морицем Швиндтом с элементами «Заговорщики или Домашняя война» Шуберта

Пьесы Аристофана привлекали внимание театральных деятелей в разные времена — их ставили и в эпоху Возрождения, и в более поздние столетия. Так, в 1823 году Франц Шуберт написал на основе сюжета «Лисистраты» одноактный зингшпиль «Заговорщики» (переименованный цензурой в «Домашнюю войну») на либретто Франца Кастелли, успешно исполнявшийся в Германии и Австрии в шестидесятых годах XIX века. В Париже в 1892 году зрителям была показана «Лисистрата» в обработке драматурга Мориса Донне. По данным филолога Исая Нахова, ссылающегося на российскую периодику того времени, эта четырёхактная постановка, в которой к оригинальным персонажам были добавлены проститутки, представляла собой довольно вульгарное действо. Греческий доктор философии Марина Котзамани, напротив, видит в постановке Донне оригинальную политическую пьесу, лишь замаскированную под сексуальное зрелище. По её мнению, спектакль оказал значительное влияние на дальнейшие сценические воплощения аристофановских комедий в XX веке.
В июле 1898 года журнал «Театр и искусство» оповестил читателей, что комедия «Лисистрата», переведённая на русский язык «без чувствительности, но с прямолинейностью и откровенностью», получила разрешение драматургической цензуры и будет представлена в Павловском театре Петербурга. После премьеры то же издание сообщило, что «Лисистрата» в поэтическом переложении критика Фёдора Латернера наверняка заинтересует и другие театры России, — и комедия действительно в течение многих сезонов шла на провинциальных сценах страны. При этом Латернер внёс в пьесу изменения: он, к примеру, исключил из действия некоторые «неприличные» эпизоды и ввёл четырнадцать новых персонажей. В декабре того же 1898 года спектакль «Лисистрата» был поставлен в московском концертном зале М. С. Романова. Исполнителями были участники Московского театрального кружка любителей драматического искусства, в том числе университетские студенты; в качестве режиссёра выступил артист императорских театров Носов.

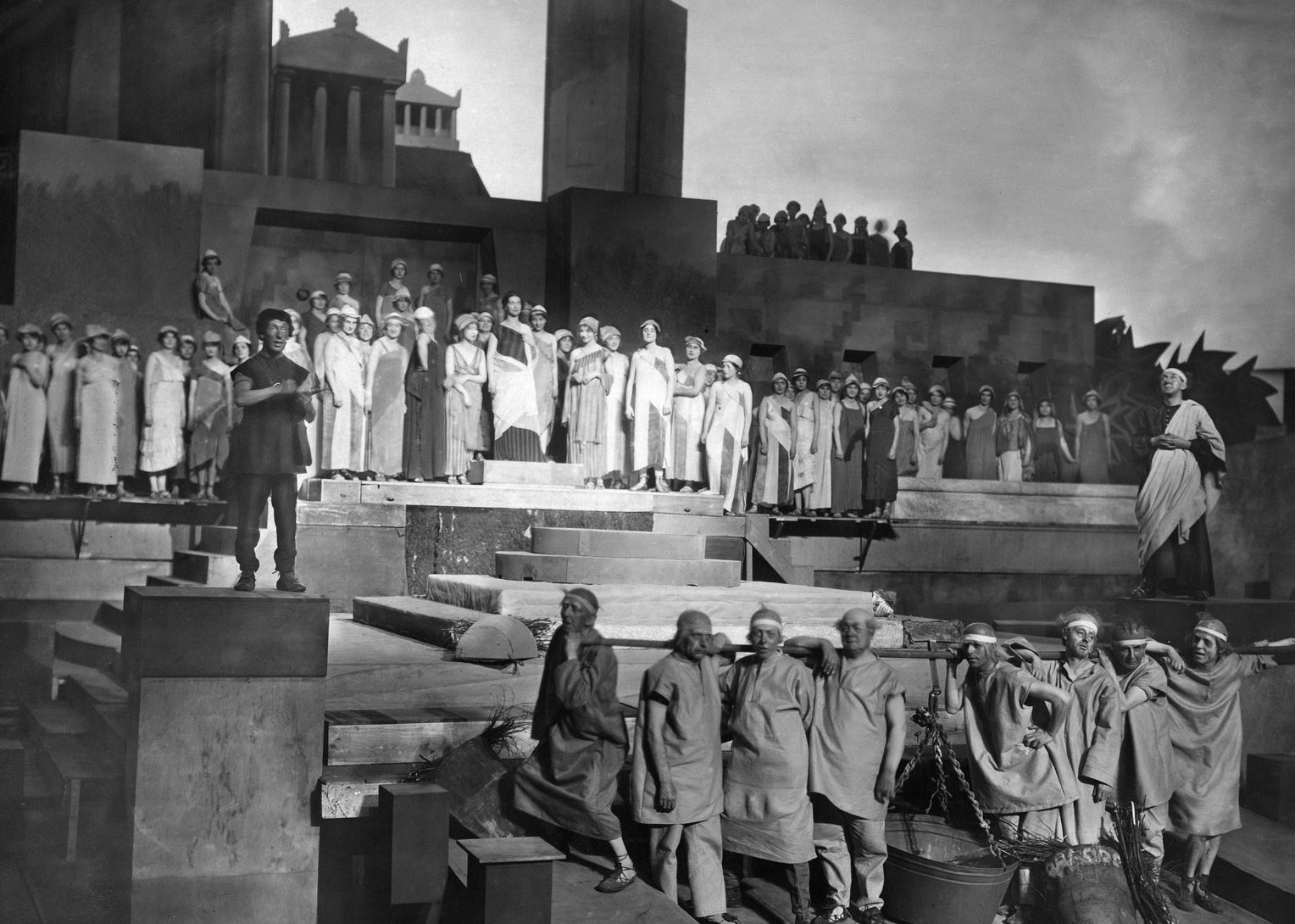
Постановка Макса Рейнгардта в 1920 на сцене Большого Шаушпильхауса

Через десять лет немецкий режиссёр Макс Рейнгардт представил «Лисистрату» на малой сцене Немецкого театра. Российский критик Александр Кугель, сравнивая свои впечатления от русского и немецкого спектаклей, отмечал, что на русской сцене «спектакль небрежный, но в нём больше смысла, чем в яркой, богатой, элегантной постановке „Kammerspiele“». По его мнению, маленькая камерная сцена не давала достаточного плана и «не годилась для грубоватой сатиры Аристофана». Эту же «Лисистрату», но уже на сцене Художественного театра Мюнхена, решительно осуждал и Николай Дризен. Возрождённый в 1920 году на большой сцене Берлинского Шаушпильхауса с новаторскими лестничными декорациями спектакль оценивался критиками как модернистская режиссёрская постановка, представленная в более романтичном духе, чем «бульварная парадигма» инсценировки Доннэ.
В 1910 году в русском драматическом театре Соловцова (Киев) состоялась премьера спектакля под названием «Афинянка Лисистрата» (обработка Лео Грейнера, перевод А. Долинова). По информации прессы, постановщик Николай Попов «сумел воскресить красоту Афин и эллинских одежд», однако игра актёров показалась критикам грубоватой.
В декабре 1917 года к аристофановской комедии обратился Театр В. Ф. Комиссаржевской, причём в постановке, как подчёркивал журнал «Театр и музыка», акцент был сделан не на социальном аспекте, а на эротических моментах. В спектакле отсутствовали хор, парабаса и другие композиционные элементы древней комедии, а основой для оформления декораций стали античные вазы и фрески.
Одним из самых заметных событий в театральной жизни Москвы 1923 года стала премьера «Лисистраты» в Музыкальной студии МХТ (художественный руководитель Владимир Немирович-Данченко, режиссёр Леонид Баратов). Спектакль получил большое количество откликов и стал поводом для общественных дискуссий. Он был показан в общей сложности 215 раз, в том числе в Ленинграде и Берлине. По словам Немировича-Данченко, идеи аристофановской комедии «вечны: природа, война, мир, здоровье, мужчина и женщина». Работа над постановкой длилась в МХТ около двух лет. Текст подготовил драматург Дмитрий Смолин, музыку написал композитор Рейнгольд Глиэр. Поначалу роль Лисистраты исполняла актриса Ольга Бакланова, позже — Вера Пашенная. В спектакле также участвовали Сергей Образцов, Надежда Кемарская и другие.
В 1924 году инсценировка «Лисистраты» состоялась в Ленинграде (режиссёр Сергей Радлов) — в Академическом малом оперном театре. Спектакль, который на афишах значился как «Праздник мира», продержался в репертуаре несколько сезонов.
В 1930 году «Лисистрата» была представлена на Бродвее. Бел Геддес, опираясь на американскую культуру, создал развлекательный спектакль, прославляющий капиталистическую идеологию. В инсценировке был отражён экономический кризис 1929 года и последовавшая за ним депрессия. Форма постановки имела авангардный характер и, по мнению Марины Котзамани, несла в себе идеологический вызов интерпретации Немировича-Данченко. Модернистские декорации, в которых угадывались небоскрёбы Нью-Йорка, резко контрастировали с эстетикой советского оформления сцены. Заключение мира в спектакле было представлено как удачная сделка, достигнутая при централизованном управлении женской забастовкой.
Инсценировки и вариации на тему «Лисистраты» появлялись и в дальнейшем. В апреле 1941 года комедию под названием «Бабий бунт» предложил зрителям московский театр Ленсовета. Эта постановка, представлявшая собой композицию из нескольких пьес Аристофана, включая «Лисистрату», была признана критиками неудачной и вскоре оказалась исключена из репертуара. Среди других российских постановок — пьеса Михаила Рощина «Аристофан» (режиссёр Валерий Белякович в Театре им. Гоголя в 1987 году); спектакль Анны Трифоновой (ГИТИС, 1997), в котором Лисистрата выступала в образе вдовы; двухактная поэтическая пьеса «Лизистрата» Леонида Филатова, 1998) — по его определению, «народная комедия на темы Аристофана». Фрагменты пьесы Филатова были использованы Ниной Чусовой в её постановке на сцене Театра Сатиры в 2014 году.

Так русский театр добавил к аристофановской «Лисистрате» несколько новых мотивов: все они раскрывают тему восстановленного семейного счастья как символа мира. В европейских адаптациях «Лисистраты» второй половины XX века звучали главным образом темы феминизма или карнавальной эротики.— Дмитрий Трубочкин
«Лисистрата» считается самой исполняемой аристофановской пьесой в современном театре. Марина Котзамани утверждает, что длинная и богатая межкультурная история инсценировок этого произведения, начиная с XIX века, не имеет аналогов по сравнению с любой другой греческой комедией. Созданный при Оксфордском университете международный центр исследований греческой и римской драмы (APGRD) в своём архиве фиксирует, что с 1729 по 2019 год в мире было осуществлено более трёхсот постановок «Лисистраты».
Межкультурный дискурс различных сценических воплощений «Лисистраты» Аристофана начал отмечаться исследователями уже в 1890-х годах. Анализ наиболее значительных интерпретаций этой пьесы позволил Марине Котзамани предположить, что они оказали существенное влияние на другие постановки аттической комедии, не теряющие своей актуальности и в XXI столетии. В них отражаются идеологические и художественные традиции XX века, проявляется реакция на исторические тенденции и события этого периода, такие, как феминизм, консьюмеризм, ангажированный театр, рождение массовой культуры, революция в России, Вторая мировая война и цифровая эра.

## Экранизации

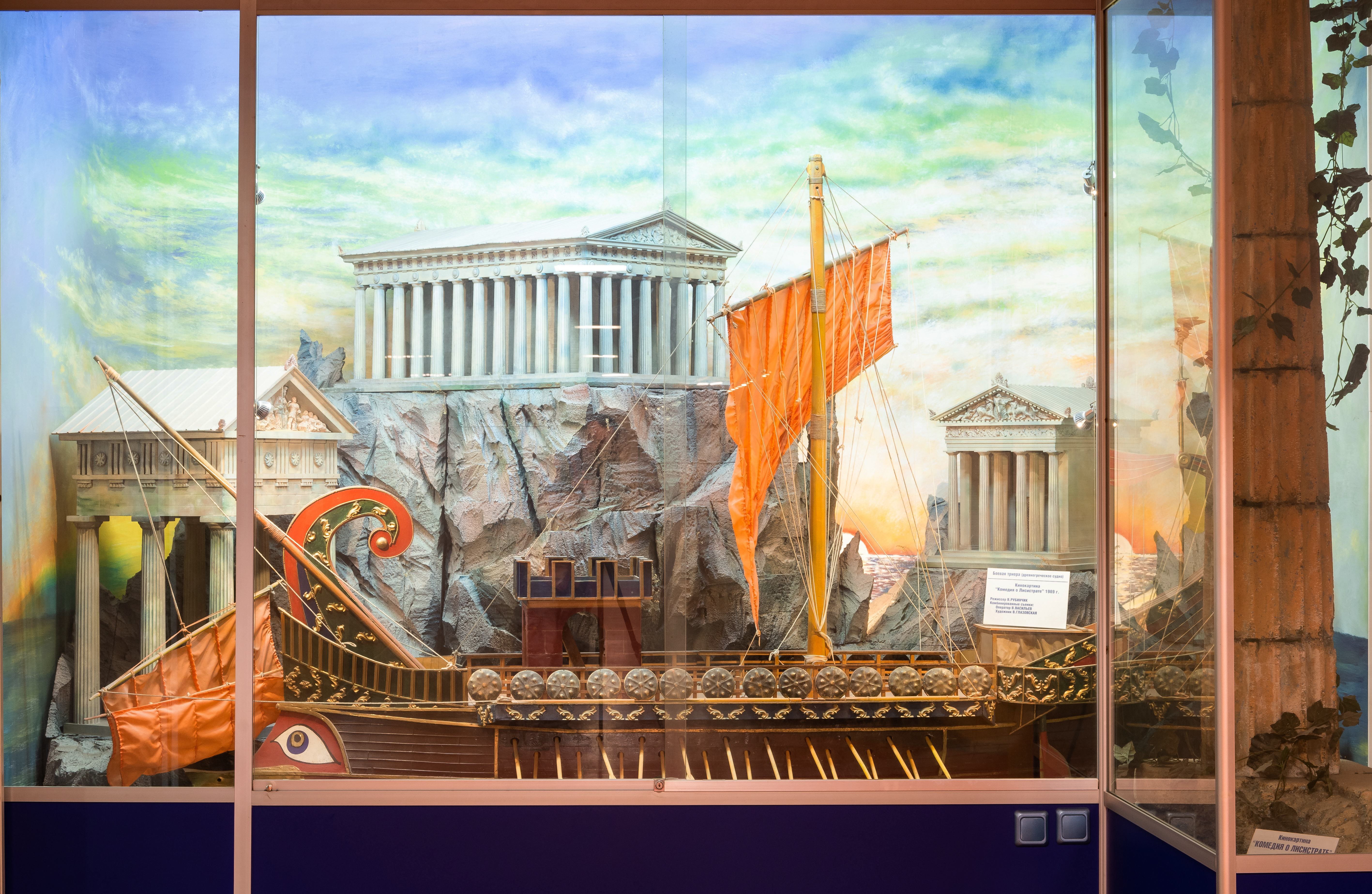
Декорации комбинированных съёмок «Комедии о Лисистрате» (1989) в музее Мосфильма

Аристофан (по сравнению с другими древнегреческими комедиографами) является наиболее «экранизируемым» драматургом; при этом из одиннадцати его сохранившихся пьес именно «Лисистрата» чаще всего привлекала внимание кинематографистов (не менее семнадцати раз). Самая ранняя киноверсия «Лисистраты» была представлена в 1947 году в Австрии под названием «Triumph der Liebe». Хотя фильм и сохранил в качестве места действия древние Афины, он представлял собой комическую оперетту с интегрированными комедийными сценами, в которых участвовали Аристофан и Диоген. В рецензии газеты «New York Times» картина описывалась как «тяжелая и утомительная интерпретация комедии Аристофана». Фильм снимался в послевоенной зоне влияния США и имел политический подтекст. Сценарист Карл Лозер изобразил население, стремящееся положить конец войне, несмотря на желание представителей власти продлить баталии.
В 1954 году на экраны Европы и Америки вышла под разными названиями франко-итальянская трилогия «Судьбы». В трёх новеллах картины рассказывались истории трёх женщин: «Элизабет, жертвы войны, Жанны, которая вела войну, и Лисистраты, которая боролась против войны». Новелла о Лисистрате (с существенными отклонениями от оригинального сюжета) имела, по мнению критиков, плохие декорации, реквизит и костюмы; она неудачно вписывалась в трилогию из-за переигрывания актёров, стремившихся воссоздать комически карнавальную атмосферу пьесы Аристофана.
Вышедший в 1955 году в Америке фильм «The Second Greatest Sex», основанный на сюжете «Лисистраты», имел иную тональность. Этой комбинацией вестерна и различных музыкальных жанров студия «Universal» пыталась ответить на успех картины «Семь невест для семерых братьев», также основанной на древней истории. Лента, действие которой было перенесено в штат Канзас 1880 года, рассказывала о борьбе мужчин трёх городов за лидерство. Только что вышедшая замуж Лисистрата (Лиза) вместе с другими женщинами устраивает сексуальную забастовку, желая вернуть мужей домой: «Послание этого фильма укрепляет гендерные стереотипы 1950-х годов в беззаботной и сексуально мягкой музыкальной зрелищной манере, которая очень далека от оригинала».
В 1960-е годы были представлены различные экранизации «Лисистраты» — от лёгкой испанской комедии «Escuela De Seductoras» (1962), которая лишь незначительно опиралась на оригинал, до произведений, имевших серьёзный общественный резонанс. Телепостановка 1961 года под названием «Die Sendung der Lysistrata» (режиссёр и сценарист Фриц Кортнер) стала первым скандалом с участием СМИ на западногерманском телевидении. Семейная пара, состоящая из актрисы Агнес, игравшей по сюжету главную роль в телевизионной версии Лисистраты, и её муж смотрят телепередачу, которая даёт возможность увидеть как текущий момент, так и древнюю пьесу. Актуальный контекст возникает, когда становится ясно, что муж Агнес, химик по специальности, изобрёл новое топливо и ожидает финансового предложения от Соединенных Штатов. Однако его жена опасается, что результаты работы мужа будут использованы в военных целях для ядерной программы Западной Германии. Телевизионная версия BBC 1964 года (англ. «Lysistrata, Women on Strike») отразила аналогичную озабоченность Великобритании ядерной войной. Эта постановка была описана в «The Times» как «телевизионный Аристофан с ядерным уклоном»: фильм открывался кадром с грибовидным облаком от взрыва, появляющимся на фоне афинского Акрополя.
Кроме военных тем, сюжет «Лисистраты» использовался и для полемики о проблемах феминизма. В 1968 году в Швеции был представлен фильм «Flickorna» (на английском языке «The Girls»). В этой картине рассказывается о жизни трёх шведских актрис, замысловатых отношениях героинь с мужьями и любовниками, их зависимости и отсутствии личной свободы. Режиссёр Май Сеттерлинг превратила Лисистрату в феминистский символ. Более политизированная повестка дня стояла перед греческой картиной «Lysistrati» режиссёра Гиоргоса Зервулакоса (с Дженни Карези и её мужем Костасом Казакосом в главных ролях, 1972) в фильме, снятом при военной хунте, правившей Грецией с 1967 по 1974 год.
Мотивы из «Лисистраты» звучали в психологической военной драме Алексея Салтыкова по сценарию Юрия Нагибина «Бабье царство» (1967) с Риммой Марковой в главной роли. Одной из сюжетных линий фильма был сговор деревенских женщин, по которому они не подпускали к себе мужчин, чтобы остановить чрезмерно затянувшийся пир-пьянку по поводу окончания войны. Полная же версия сюжета «Лисистраты» появилась в 1989 году (совместное производство СССР, Греции и Великобритании). По словам режиссёра Валерия Рубинчика, он пытался снять одновременно и авторское, и коммерческое кино. В картину были также включены мотивы, фразы и сцены из других комедий Аристофана. Немалая роль в фильме была отведена музыке, хореографии и пантомиме. Кассовые сборы от проката фильма оказались весьма скромными.
Испанская «Lisístrata» Франсеска Бельмуна (2002), основанная на комиксе Ральфа Кёнига 1987 года, была, по словам режиссёра, «антивоенной комедией в старинных костюмах», которая отстаивала интересы не только женщин, но и гомосексуалов. По сюжету, из-за женской сексуальной забастовки в обеих армиях развиваются однополые отношения, но война всё же заканчивается, когда мужчины противоборствующих сторон начинают влюбляться друг в друга. «Абсурдистан» (Германия — Азербайджан, 2008), действие которого происходит в глухой горной деревне на территории бывшего Советского Союза, изображает войну между полами — местные женщины решают воздерживаться от отношений с мужчинами, пока те не отремонтируют трубопровод, снабжающий деревню водой. Схожая по теме картина «Источник» (Бельгия — Италия — Франция, 2011) описывает жизнь в отдалённой североафриканской деревне, женщины которой устраивают секс-забастовку в знак протеста против необходимости приносить воду из далёкого колодца.
В том же году увидела свет лента «И куда мы теперь?» (Франция — Ливан — Египет — Италия). Ливанский режиссёр и актриса Надин Лабаки переместила действие в окружённую минными полями ливанскую деревню. Христианские и мусульманские женщины делают всё возможное, чтобы предотвратить войну между мужчинами двух религиозных групп. Хотя в этом фильме нет мотива сексуальной забастовки, критики всё равно сравнивают его с аристофановской «Лисистратой».
Новая версия «Лисистраты» «Чирак» Спайка Ли появилась в 2015 году. В этой ленте, представляющей собой «острую сатиру против насилия с применением огнестрельного оружия в Америке», Лисистрата влюблена в честолюбивого рэпера Чирака, но её не устраивает война между его «спартанской» уличной бандой и конкурирующими «троянцами». Лисистрата, пытаясь остановить эскалацию кровопролития, убеждает «спартанок» и «троянских» женщин отказаться от секса со своими мужчинами до тех пор, пока не прекратятся боевые действия.

С первых дней немого кино до ситкома двадцать первого века древний мир воспринимался, интерпретировался и переделывался бесчисленным количеством комедийных способов. Однако в основе смеха лежат серьёзные темы, указывающие как на центральную роль, которую Греция и Рим сыграли в западной культурной идентичности, так и на то, что эта роль сохраняется и по сей день.— Лиза Морис

## Иллюстрации

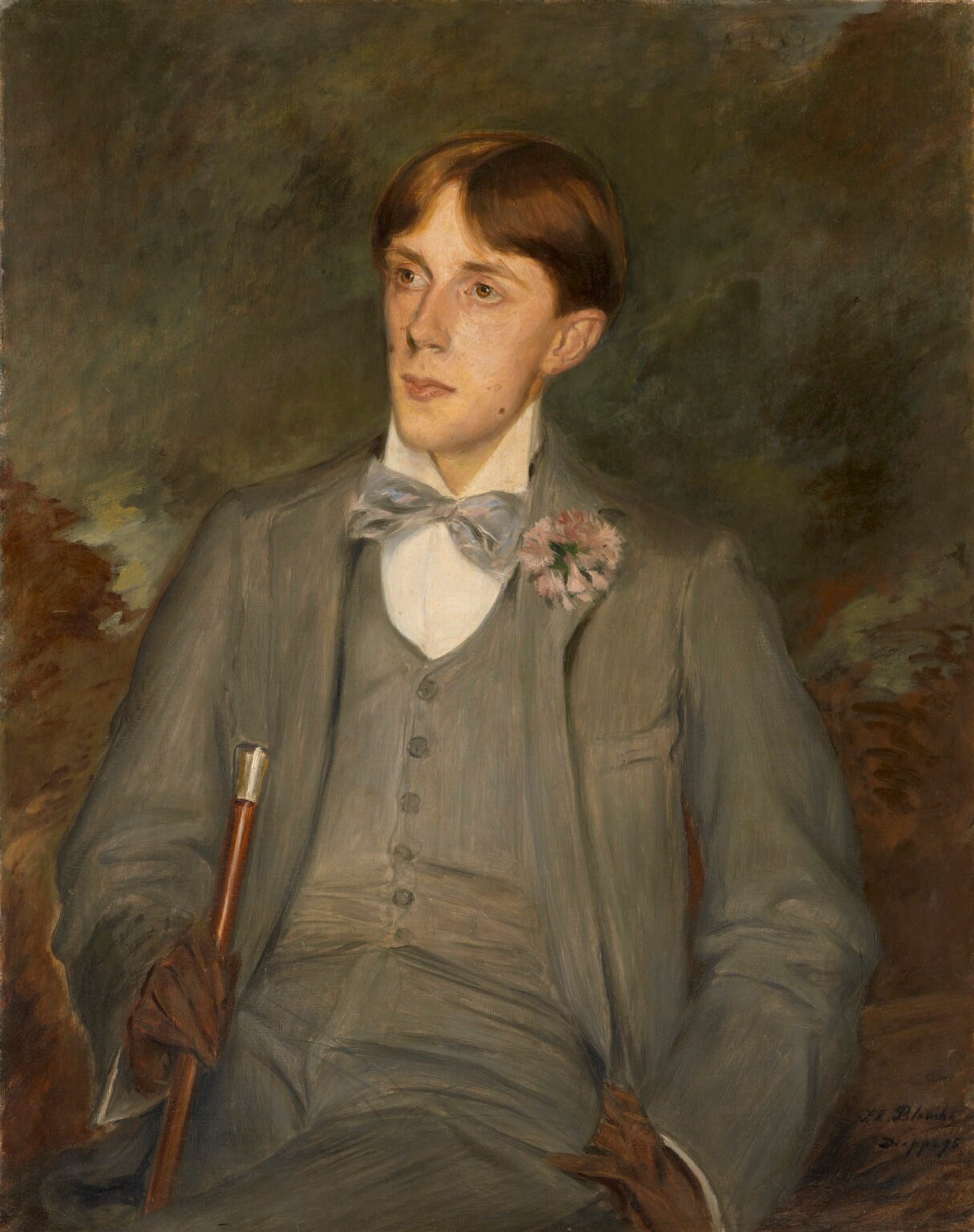
Портрет Обри Бёрдслея работы Жака-Эмиля Бланша. 1895

В 1896 году лондонский издатель Леонард Смитерс напечатал иллюстрации, сделанные к «Лисистрате» 24-летним художником-графиком Обри Бёрдслеем. Книга, выпущенная Смитерсом, имела ограниченный тираж и не предназначалась для массового распространения. Восемь рисунков к аристофановской комедии были откровенно эпатажными — в них, как отмечал профессор Евгений Немировский, превалировали натурализм и «мужское начало». Включив эти иллюстрации в исследование «Обри Бёрдслей. Жизнь и творчество» (Москва, 1917), историк искусства Алексей Сидоров признавал, что у многих художников есть работы, выходящие за рамки общественной морали, однако заложенные в них «эротические переживания, быть может, ближе всех иных к таинственным первоистокам художественного вдохновения». Говоря о женских образах Бёрдслея, критик Сергей Маковский писал: «Это она, в образе Лизистраты, полуобнажённая, несёт миртовую ветвь и потом, нарядившись в причудливую накидку из тысячи шуршащих складок и широкие шаровары, держит речь афинским гражданкам». Русский и французский режиссёр Николай Евреинов в очерке, посвящённом Бёрдслею, обращал внимание на обувь его персонажей: «Туфли ведь самое главное в туалете! <…> Потому не удивляйтесь, что у Бёрдслея и Лисистрата в туфлях, и совсем голый паж Саломеи в туфлях, и козлоногий сатир».
Сам Бёрдслей поначалу с воодушевлением отнёсся к выходу «Лисистраты» с его иллюстрациями — так, в письме к издателю, датированном июлем 1896 года, художник сообщал, что графика к аристофановской комедии — возможно, лучшее из того, что он написал. Однако два года спустя, уже находясь при смерти, автор иллюстраций попросил Смитерса уничтожить и книгу, и его «неприличные рисунки». Просьбу Бёрдслея издатель не выполнил.
В 1933 году американская издательская ассоциация Limited Editions Club обратилась к Пабло Пикассо с предложением подготовить иллюстрации к «Лисистрате». Художник дал согласие и подписал соответствующий договор, однако сама работа оказалась на грани срыва: из-за недостатка времени или отсутствия вдохновения Пикассо затягивал выполнение заказа и даже пытался отказаться от него. Возможно, поэтому аристофановский цикл не стал, по словам доктора искусствоведения Валентины Крючковой, значительной вехой в творчестве художника. Сам цикл — это тридцать четыре рисунка и шесть офортов, представляющих разные направления сюжета «Лисистраты» (клятва женщин, встреча Миррины с Кинесием, пир и другие).

Рисунки огрублены литографической техникой воспроизведения, в них утрачена присущая Пикассо лёгкость. Быстрый бег карандаша сменился тяжелым ходом линий, почему-то отпечатанных красной краской. Рисунки плохо вписаны в формат страницы, не образуют зрительного единства с текстовым блоком. <…> Принявшись за работу неохотно, после долгих проволочек, Пикассо, видимо, с облегчением отделался от неё и не стал контролировать издание, выходившее в далёком Нью-Йорке. 

## В астрономии
В честь Лисистраты назван астероид (897) Лисистрата, открытый 3 августа 1918 года немецким астрономом Максом Вольфом в обсерватории Хайдельберг-Кёнигштуль

## Комментарии
1. ↑  В некоторых изданиях пробул именуется советником.
2. ↑  Кимберийскими оборками назывались  свободные, не стянутые поясом прозрачные платья[16].
3. ↑  Сценический фаллос изготавливался из кожи, окрашивался в красный цвет и пришивался к элементам одежды. Его гротескный размер позволял разглядеть сценическую деталь со всех мест театра. Зачастую он выступал из-под театральной туники, по длине не достигавшей колена[23].
4. ↑  В следующем перечислении приводятся преимущественно первые известные переводы на каждый язык.
5. ↑  Тут не учтена французская короткометражная немая версия «Лисистраты» («фр. Lysistrata ou La grève des baisers») от 1910 года, о которой почти ничего неизвестно[64].